# Hidróxido de ferro (III)
Hidróxido de ferro (III), também conhecido como hidróxido férrico, é um composto químico de ferro, oxigénio e hidrogénio, com a fórmula química 
FeO(OH). O composto é frequentemente encontrado sob a forma de um dos seus hidratos, 
FeO(OH)·n
H2O, a comum ferrugem. O mono-hidrato 
FeO(OH)·
H2O é com frequência designado por «hidróxido de ferro(III)» 
Fe(OH)3, «óxido de ferro hidratado», «óxido amarelo de ferro» ou «pigmento amarelo 42». O hidróxido de óxido de ferro é usado no tratamento de água de aquários em conjunto com uma pasta de fosfato.